# パンガー湾

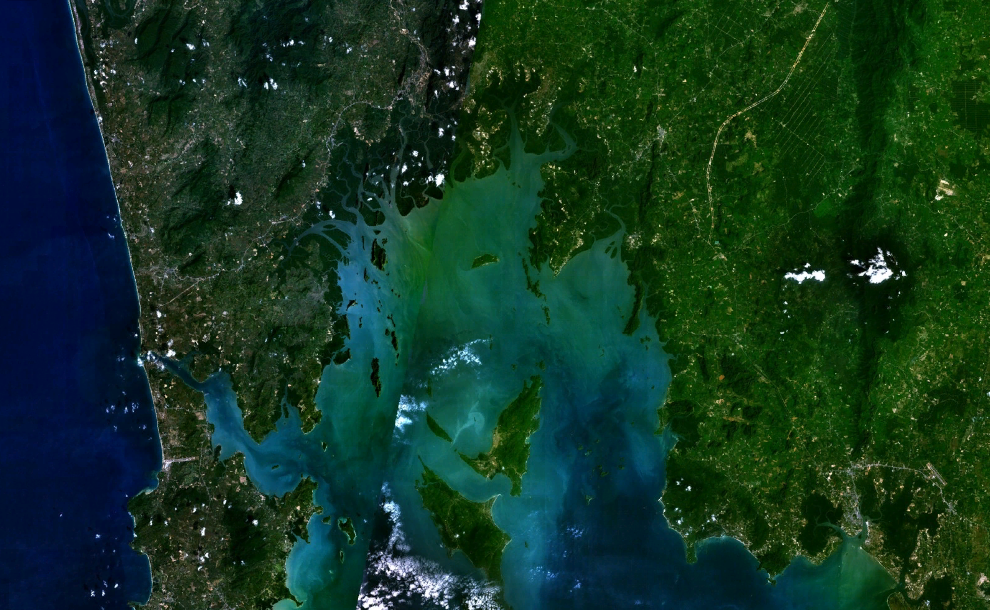
パンガー湾

パンガー湾（タイ語: อ่าวพังงา、英語: Phang Nga Bay）は、プーケット島とタイ南部のマレー半島に囲まれたアンダマン海域400 km²の湾。1981年湾周辺域はパンガー湾国立公園に指定された。国立公園はパンガー県内に位置する（08°17'N 098°36'E）。

## ラムサール条約登録地

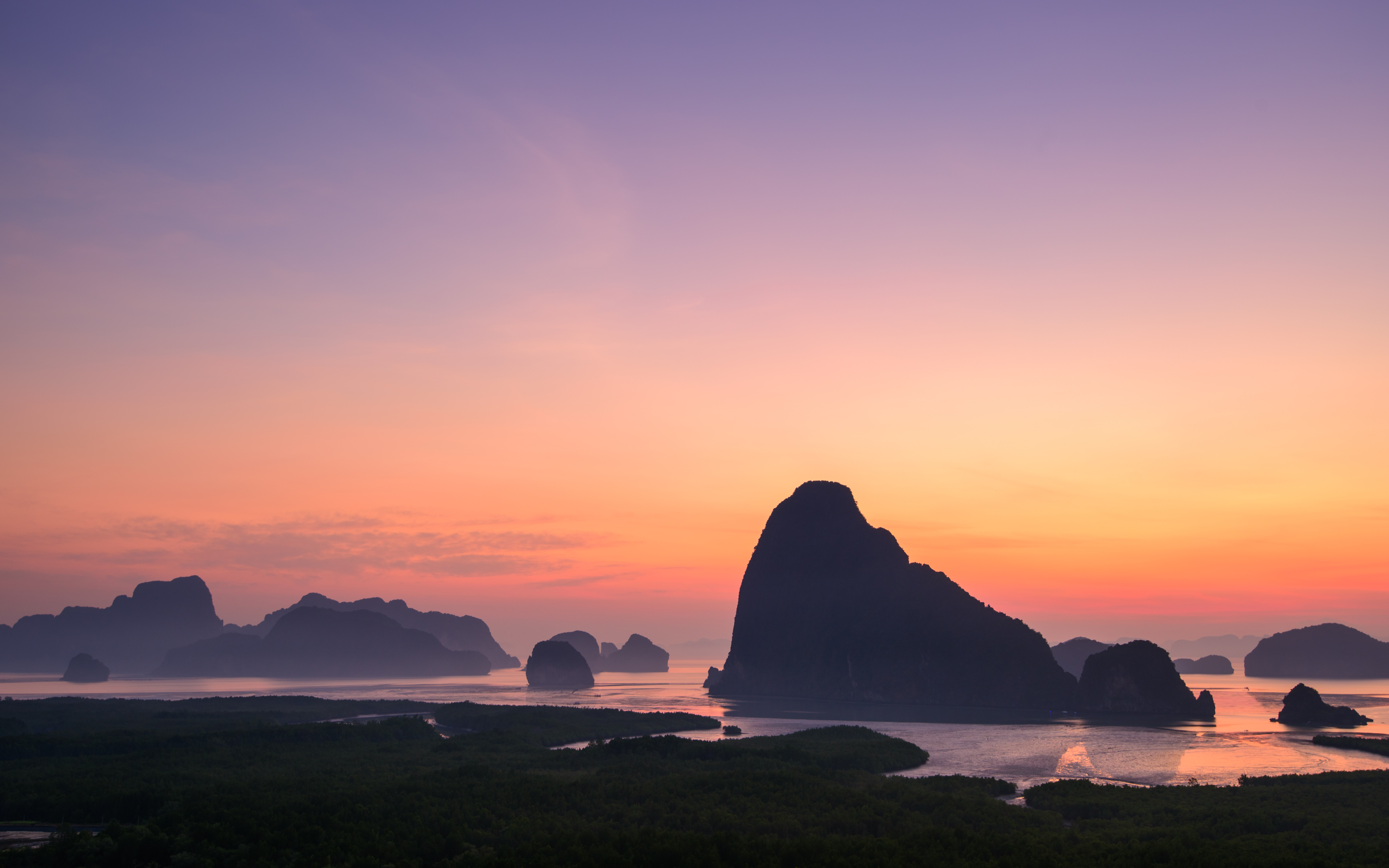
パンガー湾の島々

パンガー湾国立公園（海洋国立公園）は、2002年8月14日、生態系の国際的重要性からラムサール条約に登録された（no. 1185）。
パンガー湾は水深の浅い湾である。湾内には42の島があり、潮間帯の森林湿地、28種類のマングローブ、藻場、サンゴ礁などが見られる。このような湾内では、世界的に絶滅の危機に瀕しているクロエリシロチドリ（Charadrius peronii）やシベリアオオハシシギなど、少なくとも88種の鳥類を見ることができる。さらに魚類82種、爬虫類18種、両生類3種、哺乳類17種。哺乳類にはジュゴン（「危急」（絶滅危惧II類））、シロテテナガザル、スマトラカモシカ（「絶滅危機」（絶滅危惧IB類））、スナメリなどが生息する。

## ヒトとの関わり

### 過去
1万年前頃はパンガー湾の海面水位は低かったため、現在のプーケット県やクラビー県から歩いて渡れたと考えられている。

### 1974年

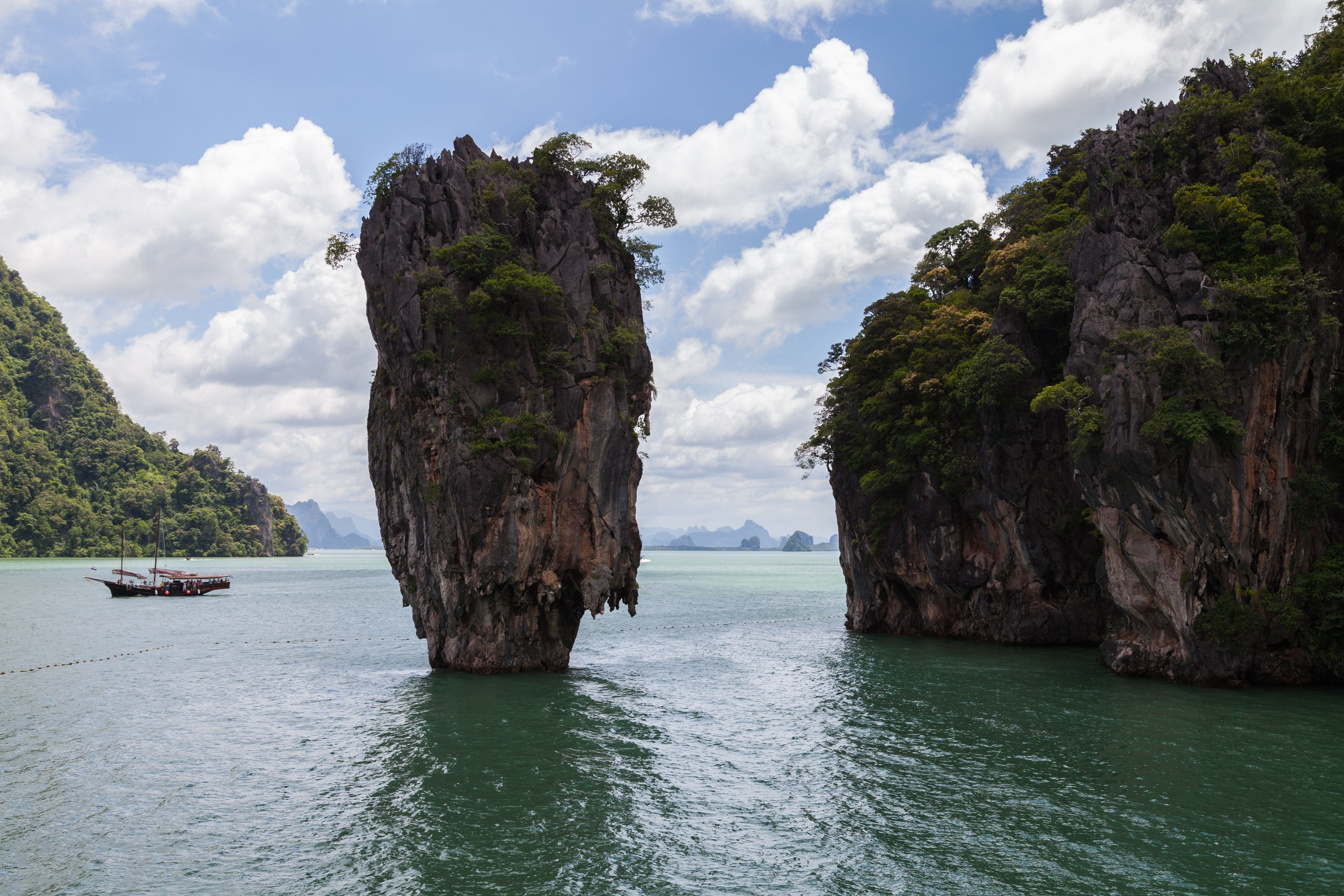
パンガー湾内に存在する、ジェームズ・ボンドの島として知られるタプー島。

パンガー湾の群島の中でもっとも有名な島はタプー島であり、「ジェームズ・ボンドの島」として知られている。この島は、石灰岩でできている、海の中に針のように立っている島（海食柱）であり、1974年に公開されたジェームズ・ボンド・シリーズの『007 黄金銃を持つ男』のロケ地となった。この映画が有名になったがために、タプー島は多くの人々に「ジェームズ・ボンドの島」と呼ばれるようになった。なお、この映画が公開される前はタプー島を訪れる観光客はほとんどいなかったが、この映画の公開が転機となって、タプー島は一転有名な観光地へと変貌したのである。ただし、このように観光地となったことで、観光客がゴミを散乱させるなどの問題も起きた。

### 現在
パンガー湾では、地域コミュニティのなかに豊かな文化が残っており、漁撈、屋根を葺くニッパヤシの収穫などが見られる。また、景観が良く、先述のようにラムサール条約に登録されるほど貴重な生態系が残っており、さらに石灰岩の壁に描かれた1000年以上前の絵画などの考古学的に価値のある遺跡が存在する。この他、上記のように映画のロケ地ともなった。これらの理由により、タイ国外から多くの観光客がこの地を訪れている。